# Leakey
Leakey é uma cidade localizada no estado norte-americano do Texas, no Condado de Real.

## Demografia
Segundo o censo norte-americano de 2000, a sua população era de 387 habitantes.
Em 2006, foi estimada uma população de 374, um decréscimo de 13 (-3.4%).

## Geografia
De acordo com o United States Census Bureau tem uma área de
1,4 km², dos quais 1,4 km² cobertos por terra e 0,0 km² cobertos por água. Leakey localiza-se a aproximadamente 489 m acima do nível do mar.

## Localidades na vizinhança
O diagrama seguinte representa as localidades num raio de 56 km ao redor de Leakey.